# Johannes Larsen

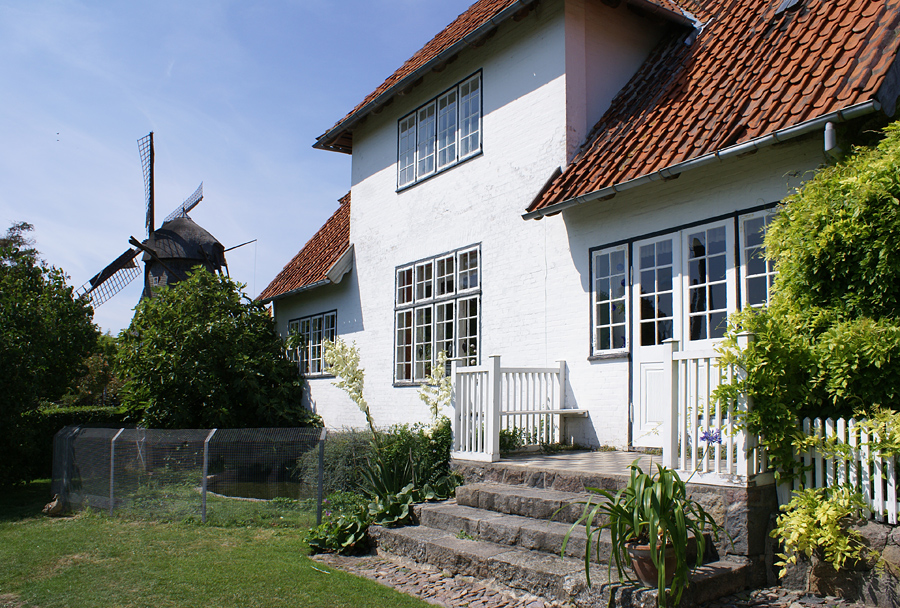
Johannes Larsens hem 1901–64, som nu ingår i Johannes Larsen-museet.

Johannes Larsen, född  27 december 1867 i Kerteminde, Danmark, död 20 december 1961, var en dansk målare och grafiker.

## Biografi
Johannes Larsen var son till köpmannen Jeppe Andreas Larsen och Vilhelmine Christine Bless och från 1898 gift med Alhed Warberg. Larsen som var bördig från Fyn ägnade sig främst åt realistiskt friluftsmåleri från det fynska landskapet. Han studerade konst på Zahrtmanns skole vid Kunstnernes Frie Studieskoler i Köpenhamn på 1880-talet. Där träffade han andra målare från Fyn, särskilt Fritz Syberg och Peter Hansen, båda från södra delen av Faaborg, och gruppen Fynmålarna föddes. De fortsatte med att skapa en konstnärskoloni som påverkade många danska och svenska konstnärer och förde dem till framgång. Han vistades periodvis på sin fars gård Båxhult i Långaryd i Småland och utförde en rad målningar från dess omgivning. I Sverige medverkade han i samlingsutställningar i Malmö, Stockholm och Göteborg. Han blev ledamot i Konstakademien 1939 och är representerad vid Moderna museet och i ett flertal danska museer.
I olja, akvarell och träsnitt återgav han främst fågelvärlden. Även rena landskapsmålningar och illustrationer var områden där Larsen var flitigt verksam.
Han har återgett Fyns natur, särskilt dess fågelliv, med fin känsla för atmosfär och dagrar. Bland hans större arbeten märks väggmålningar i plenisalen på Christiansborg och en fresk i Odense rådhus där han har målat älgar och en natur i bakgrunden som är besläktad med Småland. Larsen intar en framskjuten plats i dansk konsthistoria med sina skildringar av landskap och djur.